# Бенедівка
Бене́дівка — село в Україні, у Райгородоцькій сільській територіальній громаді Бердичівського району Житомирської області. Кількість населення становить 103 особи (2001).

## Населення
Відповідно до перепису населення СРСР 17 грудня 1926 року, чисельність населення становила 197 осіб, з них за статтю: чоловіків — 96, жінок — 101; етнічний склад: українців — 47, поляків — 150. Кількість домогосподарств — 35.
Відповідно до результатів перепису населення СРСР, кількість населення, станом на 12 січня 1989 року, становила 133 особи. Станом на 5 грудня 2001 року, відповідно до перепису населення України, кількість мешканців села становила 103 особи.

### Мова
Розподіл населення за рідною мовою за даними перепису 2001 року:
| Мова       | Відсоток |
| ---------- | -------- |
| українська | 99,03 %  |
| російська  | 0,97 %   |

## Історія
Засноване 1906 року, до 1926 року — хутір.
До 1923 року — хутір Бистрицької волості Бердичівського повіту Київської губернії. У 1923 році увійшов до складу новоствореної Жидовецької (пізніше — Радянська, Романівська) сільської ради, котра, від 7 березня 1923 року, стала частиною Бердичівського району Бердичівської округи. 17 червня 1925 року, в складі сільської ради, включений до новоствореного Бердичівського району. Відстань до центру сільської ради, с. Жидівці, становила 1 версту, до районного центру, м. Бердичів, становила 6 верст, до окружного центру, в Бердичеві — 5 верст, до найближчої залізничної станції, Бердичів — 9 верст.
15 вересня 1930 року, внаслідок ліквідації Бердичівського району, село, в складі сільської ради, передане до Бердичівської міської ради, 28 червня 1939 року повернуте до складу відновленого Бердичівського району Житомирської області. 11 серпня 1954 року Радянську сільську раду ліквідовано, село передане до складу Великоп'ятигірської сільської ради Бердичівського району. 10 червня 1958 року, після відновлення Радянської сільської ради, село повернуте до її складу.
У 2020 році територію та населені пункти Романівської сільської ради Бердичівського району Житомирської області, відповідно до розпорядження Кабінету Міністрів України № 711-р від 12 червня 2020 року «Про визначення адміністративних центрів та затвердження територій територіальних громад Житомирської області», включено до складу Райгородоцької сільської територіальної громади Бердичівського району Житомирської області.